# El Tecajete
El Tecajete är en ort i Mexiko.   Den ligger i kommunen Tenampulco och delstaten Puebla, i den sydöstra delen av landet, 200 km öster om huvudstaden Mexico City. El Tecajete ligger 179 meter över havet och antalet invånare är 165.
Terrängen runt El Tecajete är kuperad åt sydost, men åt nordväst är den platt. Runt El Tecajete är det ganska tätbefolkat, med 62 invånare per kvadratkilometer. Närmaste större samhälle är Coxquihui, 18,5 km väster om El Tecajete. Omgivningarna runt El Tecajete är huvudsakligen savann.